# Колесникова Лідія Морисівна
Лідія Морисівна Коле́сникова (нар. 3 грудня 1916, Банно-Тетянівка — пом. 13 березня 2003, Донецьк) — українська поетеса, член Спілки письменників України з 1956 року.

## З біографії
Народилася 20 листопада [3 грудня] 1916 року в селищі Банно-Тетянівці (нині місто Святогірськ Донецької області, Україна). Про своїх батьків писала так:

«Мій тато, Морис Френе, родом з Бельгії. Жив у батька — директора невеликого заводу у Криничній, а мати — Наталія Петрівна Колесникова — у цій сім'ї працювала покоївкою. Коли мені минуло півтора роки, іноземцям запропонували покинути Донбас, а моя мама відмовилася їхати на батьківщину чоловіка».

У дитинстві простудилася і потім на все життя залишилася з вадами слуху. 1932 року закінчила семирічну школу в рідному селищі і з 1933 року стала працювати фактуристкою на книжковому складі Книгокультторгу у Сталіному. У 1944—1949 роках працювала на відбудові Донбасу, потім, до 1961 року — ретушером у Сталіному.
Померла у Донецьку 13 березня 2003 року. Похована у Святогірську.

## Творчість
Перший свій вірш надрукувала у газеті «Социалистический Донбасс» 1945 року. Потім публікувалась у газеті «Радянська Донеччина», київських журналах «Україна», «Радянська жінка», «Вітчизна», «Дніпро», харківському журналі «Прапор». Авторка збірок поезій:
- «З ліричного зошита» (1954);
- «Рідний край» (1957);
- «Лісове джерельце» (1959);
- «Земле моя» (1962);
- «Зустрічі й розлуки» (1964);
- «Стежки й літа» (1966);
- «Відгомін» (1969);
- «Клени золоті» (1972);
- «Вересневий цвіт» (1976);
- «В дорозі» (1979);
- «Намисто» (1983);
- «Розмова в дорозі» (1988).
- «Стріла, що мчить до зір» (1997, Літературна премія імені Володимира Сосюри за 1998 рік).

Окремі вірші перекладено російською мовою.
Про її поезію тепло відгукувався Павло Тичина: 
| «Щодо глибини проникнення у людську душу мало хто з нас може порівнятися з нею» |.
Цінували творчі доробки поетеси Микола Бажан, Леонід Новиченко, Степан Крижанівський, Галина Гордасевич, Андрій Клоччя, Петро Бондарчук, Іван Білий, Станіслав Жуковський, Юрій Доценко.

## Вшанування
На фасаді школи у Святогірську поетесі встановлено меморіальну дошку.